# Wiry (Łódź)
Pour les articles homonymes, voir Wiry.
Wiry est une localité polonaise de la gmina de Lututów, située dans le powiat de Wieruszów en voïvodie de Łódź.